# معن بن عبد الواحد الصانع
معن عبد الواحد الصانع (ولد سنة 1955)، رجل أعمال سعودي مؤسس ورئيس مجموعة سعد متعددة النشاطات (التي تمتلك أقل من ثلث أسهم مجموعة بيركلي البريطانية)، وعضو مجلس إدارة مجموعة سامبا المالية، ونائب رئيس مجلس إدارة غرفة التجارة والصناعة بالمنطقة الشرقية.

## سيرة ذاتية
بدأ حياته كطيار في الجيش الكويتي في أوائل السبعينات من القرن الماضي وقام بترك العمل بالسلك العسكري كطيار حربي ، وبعدها استقر في السعودية بعد زواجه من مواطنة سعودية من عائلة القصيبي الثرية التي تعيش في البحرين والسعودية. وحدث خلافات واتهمت عائلة الزوجة الصانع بالاحتيال عليهم في مبالغ ضخمة، لينتهي الخلاف في أروقة المحاكم التي تحكم لصالح عائلة القصيبي وتغرم الصانع ملياري دينار.

## مسيرته العملية
صنفته مجلة فوربس سنة 2007 في المركز 112 في لائحة أغنى أغنياء العالم بثروة قدرتها 10 مليارات دولار بقفزة عن العام 2006 حيث كانت ثروته 1.4 مليار دولار.

## اعتقاله
في أكتوبر 2017 تم إصدار أمر باعتقال الصانع في المنطقة الشرقية في أكتوبر الماضي بسبب عدم سداد ديون مستحقة عليه. وفي شهر مارس عرضت الحكومة السعودية أملاك الملياردير في مزاد علني لبيعها وسداد الديون.